# Elijah Spencer

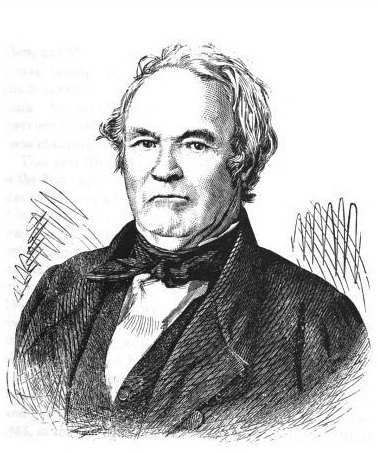
Elijah Spencer

Elijah Spencer (* 1775 im Columbia County, Provinz New York; † 15. Dezember 1852 in Benton, New York) war ein US-amerikanischer Politiker. Zwischen 1821 und 1823 vertrat er den Bundesstaat New York im US-Repräsentantenhaus.

## Werdegang
Elijah Spencer erhielt eine bescheidene Schulbildung. Seine Kindheit war vom Unabhängigkeitskrieg überschattet. 1791 zog er nach Jerusalem – damals noch Teil vom Ontario County. Er ließ sich in dem Teil nieder, welcher 1803 abgetrennt und zur Town von Vernon wurde, später zu Benton umbenannt. Dort war er in der Landwirtschaft tätig. 1810 wurde er Supervisor in Benton – ein Posten, den er bis 1819 innehatte. Er saß 1819 in der New York State Assembly.
Als Gegner einer zu starken Zentralregierung schloss er sich in jener Zeit der von Thomas Jefferson gegründeten Demokratisch-Republikanischen Partei an. Bei den Kongresswahlen des Jahres 1820 für den 17. Kongress wurde Spencer im 21. Wahlbezirk von New York in das US-Repräsentantenhaus in Washington, D.C. gewählt, wo er am 4. März 1821 die Nachfolge von Nathaniel Allen und Albert H. Tracy antrat, welche zuvor zusammen den 21. Distrikt im US-Repräsentantenhaus vertraten. Er schied nach dem 3. März 1823 aus dem Kongress aus.
Zwischen 1826 und 1828 war er wieder Supervisor in Benton. Er nahm 1846 an der Verfassunggebenden Versammlung von New York teil. Ferner war er wieder in Landwirtschaft tätig. Er verstarb am 15. Dezember 1852 in Benton und wurde dann auf dem Lake View Cemetery in Penn Yan beigesetzt.